# Pax Americana
Pax Americana (с лат. — «Американский мир») — период экономической и общественно-политической стабильности, сложившейся в западных странах после окончания Второй мировой войны и окончательного размежевания сфер влияния США и СССР, ставшего центром Pax Sovietica (с лат. — «Советский мир»). Эти две новые державы, установившие биполярный мир, были своего рода аналогами древней Римской империи во времена своей стабильности — Pax Romana. США, в частности, были явным преемником бывшего могущества во многом идентичного Pax Britannica.
Характерные черты, приписываемые российскими политологами Pax Americana:
- «Дипломатия доллара» через займы и помощь, влияние на международные финансовые организации усилилось, благодаря росту позиции доллара и навязыванию правил работы национальным ЦБ;
- Злоупотребление силой в ущерб дипломатии;
- Узкий прагматизм внешней политики;
- Перенесение законов бизнеса во внешнюю политику, чрезмерная увязка бизнес-интересов с внешней политикой;
- Частое определяющее влияние внутренней политики на внешнюю, в результате чего многие важнейшие мировые проблемы оказываются, по выражению одного дипломата, в «заложниках внутриполитической борьбы» [1];
- Навязывание собственных стандартов (в том числе в политическом и юридическом устройстве);
- Использование так называемой «мягкой силы» (эвфемизм вмешательства во внутренние дела с помощью различных агентов и методов) для оказания влияния на правительства, законодателей, бизнес и пр. При необходимости осуществление подрывной деятельности и переворотов («цветных революций» [2],[3]).

Роль США как доминантов западного мира во многом объяснялась тем, что эта страна не пострадала от разрушительных последствий Второй мировой войны и смогла легко распространить своё влияние в странах Запада. Во многом роль США после 1945 года была даже значительней, чем после распада СССР в 1991 году.